# Tatra KT8D5N
Tatra KT8D5N je modernija verzija tramvaja Tatra KT8D5 s niskopodnim dijelom. Tramvaji KT8D5N su se proizvodili u tvrtki ČKD iz Praga. Proizvedeno je bilo 7 tramvaja, a svi su prodani u Brno.

## Povijest
Djelomično niskopodni tramvaji KT8D5N su nastali sredinom 1990-ih godina, kada se tramvajski sustav u Brnu produžio od naselja Líšeň do postaje Jírova. Nova postaja na kraju nije imala okretište, već skretnice za mijenjanje pruge, pa na liniji 8 su morali voziti tramvaji KT8D5. Kupljeno je bilo 28 tramvaja koji nisu mogli popuniti cijelu liniju 8 zbog manjka tramvaja tog tipa u remizi. Tvrtka ČKD je ponudila gradu Brnu tramvaje KT8D5N kao moderniju varijantu tramvaja KT8D5.

## Konstrukcija
Tatra KT8D5N je dvozglobni, osmoosovinski, dvosmjerni tramvaj koji je dijelom niskopodan (10% poda). Karoserija je sastavljena od tri dijela, koji su spojeni zglobovima ispod kojih se nalazi postolje (Jacobsovo postolje). Svaki tramvaj ima petera dvokrilna vrata na svakoj strani, a zadnja, odnosno prva vrata su uža. Pod je visok 925 mm iznad kolosijeka (u zglobovima 995 mm), dok u niskopodnom dijelu visina poda je 375 mm. Tramvaji KT8D5N imaju raspored sjedala 2+1, za razliku od tipa KT8D5 koji je imao raspored 2+2, tako stvarajući uske prolaze. Svaka kabina je klimatizirana, a vozila su opremljena elektroničkim displejima. 
Postolja tramvaja su napravljena u dvoosovinskom obliku. Na svakom kraju tramvaja se nalaze odbojnici za vuču. U svakom postolju se nalaze po dva elektromotora. Tramvaj KT8D5N je opremljen električnom opremom TV14D s IGBT tranzistorima. Na krovu vozila se nalaze dva polupantografa. 

## Prodaja tramvaja
Od 1998. do 1999. godine je bilo proizvedeno 7 tramvaja tipa KT8D5N.
| Država | Grad | Tip    | Godine prodaje | Prodano vozila | Garažni brojevi | Izvor |
| ------ | ---- | ------ | -------------- | -------------- | --------------- | ----- |
| Češka  | Brno | KT8D5N | 1998. – 1999.  | 7              | 1729-1735       |       |